# Tomoderus weijersi
Tomoderus weijersi es una especie de coleóptero de la familia Anthicidae.

## Distribución geográfica
Habita en Sumatra (Indonesia).